# Летов ЛК-1
Летов ЛК-1 је спортско туристички авион мешовите конструкције (углавном метал платно) пројектовао га је др инж. Антон Кухељ 1955. године.

## Пројектовање и развој
У првобитном договору између пројектанта А. Кухеља и радионице Летов дефинисано је да авион ЛК-1 буде двосед са мотором од 100 KS. Међутим у току пројектовања на располагању се појавио мотор Walter Minor III снаге 160 KS па је пројект промењен у четворосед. Пројектант је био проф. др. инж. Антун Кухељ, а први лет је изведен 5.о1.1955. године. Намена авиона је била обука и тренажа спортских пилота, вуча једрилица и туристички летови. Концеција му је по угледу на фамилију туристичко спортских авиона Пејпер, подупрти висококрилац са класичним фиксним стајним трапом. У току испитивања је утврђено да авион није у стању да вуче једрилице али је за самостални лет добар авион. Код друге варијанте овог авиона назване ЛК-2 сужен је труп и смањен размах крила на 11,3m па, су авиону порављене аеродинамичке особине тј. поправљена му је стабилност по правцу.

### Технички опис
Авион Летов ЛК-1 је мешовите конструкције, труп му је од челичних цеви обложен платном. Има четворо цилиндричан, линијски, ваздухом хлађени мотор Walter Minor III снаге 160KS и двокраку дрвену елису фиксног корака. Мотор му је обложен капотажом од алуминијумског лима, има лепу пространу кабину са великим стакленим површинама које омогућавају лепу прегледност како пилоту тако и путницима у авиону. Кабина је имала четворо врата. Кров кабине је такође провидан тако да авион може послужити за панорамске летове и као аеротакси. Aвион је имао класичан неувлачећи стајни трап са два точка опремљена гумама ниског притиска (балон гуме) напред и клавирски гумени точак на репу авиона као трећу ослону тачку авиона. Крила су ну била правоугаона са заобњеним крајевима. Имала су две рамењаче и површину од 17,5m2 а аеррофил је био NACA 2415. Нападна ивица крила је обложена дрвеном лепенком а остали (већи) део крила је био обложен импрегнираним платном. Крила су била пудупрте металним упорницама у облику латиничног слова V. Репн површине су имале конструкцију као и крила. Хоризонтални стабилизатори су такође имали упорнице.

### Варијанте авиона
- ЛК-1- прототип авиона из 1955.
- ЛК-2- исти као и ЛК-1 стим што има ужи труп.

## Оперативно коришћење
Направљено је укупно три авиона типа Летов ЛК-1 и ЛК-2 који су носили следеће регистрационе бројеве: YU-CLM; YU-CLN и YU-CLT. Ови авиони су коришћени углавном за тренажу спортских пилота, аеротакси и панорамске летове.

## Сачувани примерци
Нема података да ли је сачуван неки од примерака овог авиона.

## Земље које су користиле овај авион
- Југославија